# Lưu Tống Hậu Phế Đế
Lưu Tống Hậu Phế Đế (chữ Hán: 劉宋後廢帝; 463–477), tên húy là Lưu Dục (giản thể: 刘昱; phồn thể: 劉昱; bính âm: Liú Yù), tên tự Đức Dung (德融), pháp danh Huệ Chấn (慧震), là một hoàng đế của triều đại Lưu Tống trong lịch sử Trung Quốc. Trong thời gian trị vì của mình, ông chỉ là một cậu bé, song đã thể hiện thói hung bạo và độc đoán, và đến năm 477 ông đã bị tướng Tiêu Đạo Thành sát hại. Tiêu Đạo Thành sau đó lập một người em trai của Tiền Phế Đế là Lưu Chuẩn làm hoàng đế, song đã đoạt lấy ngai vàng vào năm 479, chấm dứt triều Lưu Tống và mở ra triều Nam Tề.

## Bối cảnh
Lưu Dục sinh năm 463, khi đó cha của ông Lưu Úc đang mang tước hiệu Tương Đông vương dưới quyền trị vì của bá phụ (của Lưu Dục) Hiếu Vũ Đế. Lưu Dục là con trai cả của Tương Đông vương, và mẹ của ông là một thê thiếp tên Trần Diệu Đăng. (Tương Đông Vương ban đầu không sủng ái Trần thị và đã lại đem bà trao cho một đại thần tứ cấp tên là Lý Đạo Nhi (李道兒) và sau đó lại đưa bà về, và do đó có tin đồn cho rằng cha đẻ của ông là Lý Đạo Nhi chứ không phải Lưu Úc.) Tên tự Huệ Chấn của ông được lấy từ Kinh Dịch, là sách được Tương Đông vương sử dụng nhiều để bói toán.
Tương Đông vương trở thành hoàng đế (tức Minh Đế) sau vụ Tiền Phế Đế (con trai Hiếu Vũ Đế) bị ám sát vào năm 465, sau đó, Minh Đế đã lập Lưu Dục làm thái tử vào năm 466. Khi Thái tử lớn hơn, ông được coi là một đứa trẻ hiếu động quá mức và thích thực hiện những thứ nguy hiểm, chẳng hạn như leo kỳ cán. Lưu Dục thường thay đổi tâm tính và rất bốc đồng, đến nỗi các hầu cận của ông đã không thể ngăn cản ông có những hành vi bạo lực. Minh Đế thường lệnh cho Trần quý nhân đánh Thái tử để trừng phạt. Năm 470, Minh Đế lập cung riêng cho Thái tử.
Năm 472, Minh Đế qua đời, và Thái tử Dục lên ngôi lúc mới chín tuổi, tức Hậu Phế Đế. Hậu Phế Đế phong cho chính thất của phụ hoàng, tức Hoàng hậu Vương Trinh Phong (王貞風), làm hoàng thái hậu, còn Trần quý phi được phong làm "hoàng thái phi."

## Trị vì
Sau khi Hậu Phế Đế đăng cơ, triều đình về mặt chính danh nằm trong tay hai đại thần cấp cao mà Minh Đế đã ủy thác là Trữ Uyên (褚淵) và Viên Xán (袁粲). Tuy nhiên, các thân tín của Minh Đế do Nguyễn Điền Phu (阮佃夫) và Vương Đạo Long (王道隆) lãnh đạo, tiếp tục lớn mạnh sau hậu trường và có ảnh hưởng lớn, Trữ và Viên không thể hạn chế quyền lực của họ. Trữ và Viên ngay sau đó đã đưa thêm một họ hàng xa của Tiền Phế Đế là Lưu Bỉnh (劉秉) lên bậc ngang với họ để có thể tham gia vào việc quyết định các vấn đề quan trọng. Năm 473, mẹ của Viên Xán mất, và Viên đã rời khỏi triều đình để chịu tang ba năm.
Chính quyền của Hậu Phế Đế gần như ngay lập tức đã phải đối phó với hoàng thúc duy nhất còn sống là Quế Dương vương Lưu Hưu Phạm (劉休範), ông ta đồng thời cũng là thứ sử của Giang Châu (江州, nay là Giang Tây và Phúc Kiến). Lưu Hưu Phạm không hài lòng vì mình chỉ được phong làm tư không thị trung rồi thái úy. (Do lo sợ các huynh đệ sẽ lên ngôi sau khi mình qua đời, Minh Đế đã giết chết tất cả các họ vào năm 471, Lưu Hưu Phạm thoát nạn vì Minh Đế coi ông ta là một người bất tài.) Đến mùa hè năm 474, Lưu Hưu Phạm tuyên bố nổi loạn, vu cáo Vương Đạo Long và một thuộc hạ khác của Minh Đế là Dương Vận Trường (楊運長) là chủ mưu trong cái chết của Kiến An vương Lưu Hưu Nhân (劉休仁) và Ba Lăng vương Lưu Hưu Nhược (劉休若). Rút lấy bài học từ cuộc nổi loạn thất bại trước đó vì tiến quân quá chậm, Lưu Hưu Phạm đã hạ lệnh cho quân của mình tiến về kinh thành Kiến Khang nhanh nhất có thể, và quân của Lưu Hưu Phạm đã chỉ mất năm ngày để đến kinh thành. Tướng Tiêu Đạo Thành đã tình nguyện đối mặt với quân của Lưu Hưu Phạm, và mặc dù quân của Lưu Hưu Phạm ban đầu đã chiếm ưu thế trước quân của Tiêu, song các trận chiến không phân thắng bại. Trong khi đó, các thuộc hạ của Tiêu Đạo Thành là Hoàng Hồi (黃回) và Trương Kính Nhi (張敬兒) đã đề xuất một âm mưu, theo đó thì họ sẽ giả vờ đầu hàng Lưu Hưu Phạm và sau đó ám sát ông ta, và Tiêu đã đồng ý. Đúng như kế hoạch, Hoàng và Trương sau đó đã vờ hàng Lưu Hưu Phạm và nắm lấy cơ hội để giết chết ông ta. Tuy nhiên, quân của Lưu Hưu Phạm đã không biết chuyện Lưu Hưu Phạm đã chết và họ lúc đầu vẫn tiếp tục chiến đấu. Một tướng của Lưu Hưu Phạm tên là Đinh Văn Hào (丁文豪) ngay sau đó đã giao chiến và đánh bại quân của Vương Đạo Long và Lưu Miễn (劉勔), và giết chết được hai tướng này, sau đó bao vây hoàng cung. Tuy nhiên, cuối cùng thì quân của Đinh đã biết về việc Lưu Hưu Phạm đã chết, và bắt đầu tự sụp đổ. Tiêu và Viên (đã trở lại triều đình do tình trạng nguy cấp) sau đó đã đánh bại đám quân còn lại của Lưu Hưu Phạm, kết thúc cuộc nổi loạn. Sau chiến thắng, Tiêu Đạo Thành được thăng chức, trở thành một trong những người ra các quyết định cùng với Viên, Trữ và Lưu Bỉnh.
Trong khi đó, Hậu Phế Đế đã bắt đầu trở nên loạn trí và thiếu đạo đức. Thần dân quay sang kỳ vọng vào người anh họ của ông là Kiến Bình vương Lưu Cảnh Tố (劉景素), là một người đã trưởng thành và được coi là có tình ân cần và hào phóng. Nhiều quan võ hy vọng tham gia một cuộc nổi loạn của Lưu Cảnh Tổ. Trong khi đó, hai người muốn nắm giữ quyền lực là Dương Vận Trường và Nguyễn Điền Phu thì muốn loại bỏ mối đe dọa tiềm năng này. Năm 475, họ vu cáo rằng Lưu Cảnh Tố âm mưu phản loạn và cho bắt giữ ông ta, song đã bị Viên và Tiêu ngăn chặn. Tuy nhiên, đến mùa hè năm 476, một trong số các quan võ hy vọng Lưu Cảnh Tố nổi loạn đã đến đại bản doanh của Lưu Cảnh Tố tại Kinh Khẩu (京口, nay thuộc Trấn Giang, Giang Tô), nói dối Lưu Cảnh Tố rằng Kiến Khang đang xáo trộn và Lưu Cảnh Tố cần nhanh chóng tiến về Kiến Khang và đoạt lấy ngai vàng. Do đó, Lưu Cảnh Tố đã bắt đầu cuộc nổi loạn của mình, song quân của ông ta thiếu các tướng giỏi. Trong lúc đó, Tiêu đã cử Hoàng Hồi đi đánh Lưu Cảnh Tố, Hoàng Hồi mặc dù trong lòng thông cảm với Lưu Cảnh Tố song không dám quay sang tấn công Tiêu vì các thuộc hạ của ông ta đều là thân tín của Tiêu. Hoàng Hồi sau đó đánh bại quân phiến loạn, Lưu Cảnh Tố bị bắt và bị giết chết.
Năm 477, danh tiếng của Hậu Phế Đế lại một lần nữa bị khinh thường xen lẫn lo sợ, lúc này Vương Thái hậu và Trần Thái phi đã hoàn toàn mất kiểm soát đối với ông, và ông làm tất cả mọi thứ mà mình thích. Các cận vệ sẽ đi cùng ông, và họ sẽ sát hại những người hay động vật và mà họ bắt gặp, thường là theo các cách tàn nhẫn. Hậu Phế Đế sẽ đích thân cắt chém các nạn nhân, và nếu ông không giết người vào một ngày nhất định, ông sẽ chản nản cả ngày. Do Hậu Phế Đế dời và nhập cung bất kể ngày hay đêm, lính canh hoàng cung không dám khóa cổng thành. Tình hình trở nên nghiêm trọng đến mức ngay cả Nguyễn, là người muốn giữ Hậu Phế Đế tiếp tục nắm quyền, đã chuyển sang lập mưu nhằm lật đổ ông, song đã bị phát hiện và bị hành quyết. Khi Hậu Phế Đế nhận được báo cáo rằng các quan Đỗ Ấu Văn (杜幼文), Thẩm Bột (沈勃), và Tôn Siêu Chi (孫超之) là một phần trong âm mưu của Nguyễn, ông đã dẫn cận binh của mình và đích thân hành hình ba người này cùng gia đình của họ, cắt các thi thể thành nhiều mảnh, thậm chí là cả trẻ em.
Vào một ngày đặc biệt, Hậu Phế Đế đã tấn công đại bản doanh của Tiêu Đạo Thành và trông thấy Tiêu đang ngủ lõa thể. Hậu Phế Đế thích thú với cái bụng lớn của Tiêu, và ông đã đánh thức Tiêu dậy, ngắm một mục tiêu trên bụng của Tiêu và chuẩn bị sẵn sàng dùng mũi tên để bắn. Tiêu đã cầu xin tha mạng, và một hầu cận của Hậu Phế Đế là Vương Thiên Ân (王天恩) đã chỉ ra rằng nếu ông giết chết Tiêu bằng một mũi tên, ông sẽ mất một mục tiêu tuyệt vời là bụng của Tiêu. Theo đề xuất của Vương, Hậu Phế Đế đã bắn Tiêu bằng một mũi tên đầu tròn làm bằng xương và hài lòng khi ông đã có thể bắn thành công vào mục tiêu là rốn của Tiêu. Sau sự việc này, Tiêu trở nên sợ hãi và đã ban đầu thảo luận với Viên và Trữ về khả năng phế truất Hậu Phế Đế, song không thể lôi kéo được họ tham gia vào kế hoạch của mình. Thay vào đó, ông lên kế hoạch một cách độc lập với một số cộng sự của mình, và ông cũng đạt được thỏa thuận với một số hầu cận của Hậu Phế Đế. Vào đêm Thất Tịch năm 477, một hầu cận của Hậu Phế Đế là Dương Ngọc Phu (楊玉夫), là người trước đó bị Hậu Phế Đế đe dọa giết, đã cắt thủ cấp của Hậu Phế Đế khi ông đang ngủ, và đưa thủ cấp đến cho Tiêu thông qua thuộc cấp của Tiêu tên là Vương Kính Tắc (王敬則). Ngay lập tức, Tiêu tiến vào hoàng cung với thủ cấp của hoàng đế, các cận binh hoàng cung quá khiếp sợ khi hay tin về cái chết của ông. Tiêu sau đó đã ban hành một chiếu chỉ có tên của Vương Thái hậu nhằm hợp pháp hóa vụ ám sát và giáng thụy hiệu của Hậu Phế Đế thành "Thương Ngô vương", trong khi lập người em trai Hậu Phế Đế là An Thành vương Lưu Chuẩn làm hoàng đế (tức Thuận Đế).